# Tir als Jocs Olímpics d'estiu de 1920 - Fossa olímpica
La competició de fossa olímpica va ser una de les vint-i-una proves del programa de Tir dels Jocs Olímpics d'Anvers de 1920. Es disputà entre el 23 i el 24 de juliol de 1920 i hi van prendre part 18 tiradors procedents de 7 nacions diferents.
La puntuació màxima possible era de 100 punts.

## Medallistes
| Or              | Plata             | Bronze             |
| Mark Arie (USA) | Frank Troeh (USA) | Frank Wright (USA) |

## Resultats
| Or     | Mark Arie              | Estats Units  | 95 |
| Plata  | Frank Troeh            | Estats Units  | 93 |
| Bronze | Frank Wright           | Estats Units  | 87 |
| 4      | Frederick Plum         | Estats Units  | 87 |
| 5      | Horace Bonser          | Estats Units  | 87 |
| 6      | Robert Montgomery      | Canadà        | 86 |
| 7      | Johannes Nordahl-Lunde | Noruega       | 85 |
| 7      | Henri Quersin          | Bèlgica       | 85 |
| 9      | Émile Dupont           | Bèlgica       | 84 |
| 9      | Albert Bosquet         | Bèlgica       | 84 |
| 11     | William Hamilton       | Canadà        | 82 |
| 12     | George Whitaker        | Regne Unit    | 79 |
| —      | George Beattie         | Canadà        | 73 |
| —      | Samuel Vance           | Canadà        | 71 |
| —      | John Black             | Canadà        | 52 |
| —      | Enoch Jenkins          | Regne Unit    | ND |
| —      | Veli Nieminen          | Finlàndia     | ND |
| —      | Christiaan Moltzer     | Països Baixos | ND |